# Андреев, Алексей Валерьевич
Алексе́й Вале́рьевич Андре́ев (псевдоним — Мерси Шелли; род. 7 мая 1971, Новгород) — российский прозаик, поэт, футуролог, журналист, деятель Рунета.

## Биография
C 1988 по 1993 год студент математико-механического факультета Ленинградского университета.
В 1994—1996 годах — аспирант Университета Западной Вирджинии (США); с этого времени участник различных литературных проектов в Интернете.
С 1996 года живёт в Москве и Санкт-Петербурге.

### Литературная деятельность
Как литератор Андреев прежде всего известен своей деятельностью в области русского хайку. Андреев стал первым русским автором хайку, получившим мировое признание: вторые места в крупнейших всемирных конкурсах «Shiki haiku contest» (1995) и «Mainichi haiku contest» (1997). Книга его хайку вышла в 1996 в США (в переводах автора) и в 2002 в Японии. Андрееву принадлежит несколько популярных статей о хайку, опубликованных в журналах «Арион», «Новое литературное обозрение» и др., а также переводы современных хайку с английского (в том числе тексты Аллена Гинзберга, Джека Керуака, Джорджа Суида) и французского языков. Андреев опубликовал также две книги стихов (на русском и английском языках).
Под псевдонимом Мерси Шелли Андреев написал научно-фантастические романы в стиле русский киберпанк, «Паутина» и «2048», иронически описывающие дальнейшее развитие современного общества.
В 2008 году под тем же псевдонимом опубликовал книгу «Худловары», фактически являющуюся автобиографией Андреева. В ней он описывает свой опыт попытки эмиграции в США, затем возвращение из неё и работу в российских литературных и журналистских коллективах.
В 2016 году посредством краудфандинга издал книгу для родителей «Руководство по дзену для родителей». Книга обобщает его собственный родительский опыт, опыт работы на медицинских и родительских интернет-ресурсах и доступна для бесплатного скачивания.
В 2019—2022 годах читал лекции по футурологии в рамках программы магистратуры «Цифровые коммуникации и новые медиа» Института общественных наук РАНХиГС, разработал для этого отдельный курс. Материалы курса издал в 2022 году виде книги «Футурология. Краткий курс».

#### Печатные труды
- «Песенка шута: Стихи». — NY: Effect Publishing Inc., 1996
- MOYAYAMA. Russian haiku: A diary. — Chicago: A Small Garlic Press, 1996
- «Жидкое стекло: Стихи». — СПб.: Геликон Плюс, 1998
- Мерси Шелли. «Паутина». — СПб.: Амфора, 2002
- Мерси Шелли. «Худловары», 2008, ISBN 978-5-699-21127-2
- Мерси Шелли. «2048. Деталь А». — М.: Снежный ком, 2010
- Мерси Шелли. «2048. Деталь Б.» — М.: Снежный ком, 2010
- «Руководство по дзену для родителей», 2016
- «Футурология. Краткий курс»[4] (ISBN 978-5-517-08615-0), 2022
- «Песня улитки», детская книга с иллюстрациями Елены Храбровой. — М: Городец, 2024 (Ласка-Пресс)

### Деятельность вИнтернете
В 1997 году Андреев создал «Лягушатник» — первый русский сайт, посвящённый хайку (в 2002 году преобразован в портал Haiku.ru).
В 1998 году создал программу RadioNet — первую в России радиопрограмму, выходящую только в Интернете (архив программы).
В 1999—2000 годах работал редактором и колумнистом в ведущих интернет-изданиях (Газета.ру, Лента.ру, Вести.ру, журнал Internet). В «Вестях.ру» особой популярностью пользовалась его авторская колонка Time O’Clock.
В 2000 году открыл блог ФуГа (Футурологическая Газета), где под псевдонимом Lexa выступает с оригинальными обзорами научных новостей и футорологическими концептами. Публикует футурологические исследования в журналах «Факел», «Парадокс», «Русский журнал», «Нетоскоп», «INTERNET», «Мир INTERNET».
Работал главным редактором порталов «Медновости.ру», «Медмедиа», заместителем главного редактора информационного агентства «Нетоскоп». Главный редактор портала «Ева.ру» (по информации на июнь 2006 года), электронного журнала «Вебпланета» (на май 2010 года), портала Agulife.ru (на январь 2011 года).
Публиковал статьи о копирайте и сетевой литературе в газетах Известия, Газета.ру и журналах «Мир INTERNET», «Русский журнал», Zhurnal.ru.